# Spruk
Spruk je priimek več znanih Slovencev:
- Spruk, lovec in prvi uradni gorski vodnik v Kamniških alpah [1793, Hohenwart]
- Ciril Spruk, harmonikar, pedagog
- Dunja Spruk (*1958), operna pevka, sopranistka
- Emil Spruk (*1960), skladatelj, pozavnist in dirigent
- Katarina Spruk, lončarka
- Marjan Spruk, bariton in baskitarist
- Rok Spruk, ekonomist, prof. EF
- Severin Spruk, frančiškan, misijonar v Afriki (Egipt)